# Hallansaari
Hallansaari är en ö i Finland.   Den ligger i kommunen Kotka i landskapet Kymmenedalen, i den södra delen av landet, 120 km öster om huvudstaden Helsingfors.